# Atmaca
ATMACA (Accipiter) es un misil de crucero antibuque de ataque de precisión, de largo alcance y para todo clima, desarrollado por el fabricante turco de misiles Roketsan. El Atmaca entrará en servicio con la Armada turca para reemplazar gradualmente el inventario existente de misiles Harpoon en el país.

## Desarrollo
El programa se inició en 2009 cuando el Subsecretario de Industrias de Defensa (SSM) de Turquía firmó un contrato con Roketsan para diseñar un misil de crucero tierra-tierra para las necesidades de las Fuerzas Navales turcas. El contratista principal, Roketsan, inició los estudios de diseño en septiembre de 2012, después de recibir los resultados de su contrato anterior de investigación y desarrollo con el Subsecretario de Industrias de Defensa de Turquía bajo la coordinación del Comando del Centro de Investigación de la Armada (ARMERKOM). Está previsto desarrollar el misil para multiplataforma, capaz de lanzarse no sólo desde buques de guerra sino también desde submarinos, aviones, baterías costeras, incluidas operaciones de ataque terrestre.
Después de completar varias pruebas, el primer disparo terrestre del Atmaca tuvo lugar en marzo de 2017. El contrato de producción en serie del Atmaca se firmó entre Roketsan y la Presidencia de la Industria de Defensa el 29 de octubre de 2018. El misil se desplegará en varios buques de la Armada turca.

## Historial
- El 3 de noviembre de 2019, las Fuerzas Navales turcas llevaron a cabo con éxito su primer disparo desde un barco desde la corbeta clase Ada TCG  Kınalıada en el Mar Negro.[6]
- El 1 de julio de 2020, el misil Atmaca alcanzó con éxito su objetivo desde un alcance de >200 km.[7]

vEl 3 de febrero de 2021, el misil antibuque Atmaca alcanzó con éxito el objetivo en el tiro de prueba con la corbeta TCG  Kınalıada utilizando una "ojiva viva" en Sinop.
- En junio de 2021, el misil Atmaca alcanzó con éxito el barco ex-TCG Işın (A-589) durante la prueba de certificación. Marcando el inicio de su producción en serie.[9][10]

vEn junio de 2021, el Atmaca completó 20 disparos de prueba exitosos y se espera que obtenga la certificación este año para la corbeta clase Ada.
- En agosto de 2023, Turquía anunció que estaría equipado con 11 barcos.[12]